# George Allen
George Felix Allen (født 8. marts 1952 i Whittier, Californien) er en amerikansk politiker, der er medlem af Det Republikanske Parti. Han var senator fra delstaten Virginia fra 2001 til 2007. Han havde før da været medlem af delstatsparlamentet i Virginia fra 1983-1991, kongresmedlem fra 1991-1993 og guvernør i Virginia fra 1993-1997.
Allen var en overgang en af favoritterne til at vinde den republikanske nominering til præsidentkandidat i 2008. Problemer med blandt andet racismebeskyldninger fik opinionen til at vende sig mod ham.
Allen blev valgt til det amerikanske senat i november 2000, hvor han vandt over den siddende senator, demokraten Chuck Robb. Allen var den eneste republikanske senatskandidat, der vandt over en siddende senator det år. 
Ved senatorvalget i 2006 tabte Allen til den tidligere flådeminister og spændingsromanforfatter, James Webb, der slog forretningsmanden Harris Miller i det demokratiske primærvalg. Valget blev en national begivenhed efter Allen i flere omgange var blevet beskyldt for racisme.

## Trivia
- Allen er søn af George Herbert Allen, tidligere cheftræner for bl.a. Los Angeles Rams og Washington Redskins, og Allen er berygtet for sin brug af sportsudtryk i sine taler.
- Allens forbillede er den tidligere amerikanske præsident Ronald Reagan.
- Allen er uddannet historiker og jurist fra University of Virginia.